# کوبو و دو تار
کوبو و دو تار (به انگلیسی: Kubo and the Two Strings) یک پویانمایی استاپ موشن سه‌بعدیِ فانتزی اکشن-ماجراجویی آمریکایی است که توسط استودیوی لایکا برای فوکس فیچرز تهیه و تولید شده است. کارگردان آن تراویس نایت و فیلمنامه‌نویس‌های آن مارک هیمز و کریس باتلر هستند. در این فیلم ستاره‌های مشهوری صداپیشگی می‌کنند که از میان آنها می‌توان به آرت پارکینسون، شارلیز ترون، متیو مک‌کانهی، رونی مارا، رالف فاینس و برندا واکارو اشاره نمود. این پویانمایی در ۱۹ اوت ۲۰۱۶، در ایالات متحده به اکران عمومی درآمد.

## داستان
داستان این فیلم در مورد پسرکی به نام کوبو و در ژاپن باستان روایت می‌شود. او در دهکده‌ای از مادرش مراقبت می‌کند تا اینکه یک شبح از گذشته با احیا کردن انتقامی بسیار قدیمی زندگی وی را زیر و رو می‌کند. این باعث می‌شود که انواع و اقسام اتفاقات برای او رخ دهد و خدایان و هیولاها به تعقیبش بیایند. برای آنکه کوبو زنده بماند، باید زرهی جادویی را بیابد که زمانی پدر مرحومش، یک سامورایی افسانه‌ای، آن را می‌پوشیده است.

## بازیگران
- آرت پارکینسون در نقش کوبو
- شارلیز ترون در نقش مانکی
- متیو مک‌کانهی در نقش بیتل
- رونی مارا در نقش خواهران
- رالف فاینس در نقش مون کینگ
- جرج تاکی در نقش هوساتو
- کری هیرویوکی تاگاوا در نقش هاشی
- برندا واکارو در نقش کامکیچی

## تاریخ اکران
این فیلم توسط فوکوس فیچرز در ۱۹ اوت ۲۰۱۶ روی پرده سینماهای دنیا رفت.